# Sambin (Tanghin-Dassouri)
Pour les articles homonymes, voir Sambin.
Sambin est une localité située dans le département de Tanghin-Dassouri de la province du Kadiogo dans la région Centre au Burkina Faso.

## Histoire
Sambin (tout comme Goghin-2) était administrativement rattaché au village de Bazoulé, importante chefferie historique du département, jusqu'à son autonomisation par décret du 7 janvier 2011.

## Santé et éducation
Le centre de soins le plus proche de Sambin est le centre de santé et de promotion sociale (CSPS) de Sané alors que le centre médical (CM) se trouve à Tanghin-Dassouri et que les hôpitaux sont à Ouagadougou.
Le village possède un centre d'alphabétisation tandis que les élèves du primaire doivent se rendre à l'école de Bazoulé.